# فريدريك أوسكار لانكستر
فريدريك أوسكار لانكستر (بالإنجليزية: Frederick Wilfrid Lancaster)‏ هو أمين مكتبة أمريكي، ولد في 4 سبتمبر 1933 في درم في المملكة المتحدة، وتوفي في 25 أغسطس 2013.